# 842
El 842 (DCCCXLII) fou un any comú iniciat en diumenge de l'edat mitjana

## Esdeveniments
- Noves ofensives sarraïnes a la Cerdanya i el Pirineus Orientals. Aquestes són aturades pel comte Sunifred. Destaca la Ràtzia de 842
- Construcció de la mesquita de Samarra
- Revolta de Mussa ibn Mussa
- Juraments d'Estrasburg
- Fi de la monarquia al Tibet[1]

## Naixements
- Pietro I Candiano, noble de Venècia

## Necrològiques
- Alfons II d'Astúries, el Cast